# Eucorethrina westwoodi
Eucorethrina westwoodi är en tvåvingeart som beskrevs av Lukashevich, Coram och Edmund A. Jarzembowski 2001. Eucorethrina westwoodi ingår i släktet Eucorethrina och familjen tofsmyggor. Inga underarter finns listade i Catalogue of Life.